# Чернивецки район
Чернивецки район (на украински: Чернівецький район) е район на Чернивецка област, Западна Украйна. Центърът на района е град Чернивци. Населението на района е 655 600 души (2020). 

## История
На 18 юли 2020 г., като част от административната реформа на Украйна, броят на районите на Чернивецка област е намален на три. Четири предишни района – Герцаевски, Глибокски, Заставновски и Сторожинецки, както и град Чернивци, който преди това е град с областно значение извън района, са обединени в Чернивецки район.

## Подразделения
След реформата от 2020 г. районът се състои от 33 громади.